# فرانكي هيو
فرانكي هيو (بالإنجليزية: Frankie Vaughan)‏ هو مغني وممثل بريطاني، ولد في 3 فبراير 1928 في المملكة المتحدة، وتوفي بنفس المكان في 17 سبتمبر 1999.

## وصلات خارجية
- فرانكي هيو على موقع IMDb (الإنجليزية)
- فرانكي هيو على موقع ميوزك برينز (الإنجليزية)
- فرانكي هيو على موقع أول موفي (الإنجليزية)
- فرانكي هيو على موقع إن إن دي بي (الإنجليزية)
- فرانكي هيو على موقع أول ميوزيك (الإنجليزية)
- فرانكي هيو على موقع ديسكوغز (الإنجليزية)
- فرانكي هيو على موقع قاعدة بيانات الفيلم (الإنجليزية)